# Dmitrij Petrov
Dmitrij Petrov (rus. Дми́трий Ю́рьевич Петро́в) (Novomoskovsk, Tulska oblast, 16. srpnja 1958.) — ruski poliglot, sinkroni prevoditelj, predavač, TV-voditelj programa «Poliglot» na TV-postaji «Kultura».

## Životopis
Petrov započinje studij 1975. na Moskovskom državnom jezičnom sveučilištu. Od ožujka 2015., u toj školskoj ustanovi Petrov radi kao predavač.
U intervjuu objavljenom u tisku obznanjeno je da se Dmitrij Petrov služi s više od 30 jezika. Petrov sam tvrdi da može čitati na 50 jezika, međutim djeluje na osam jezika: engleskim, francuskim, talijanskim, njemačkim, španjolskim, češkim, grčkim i hindijem.
U prosincu 2011., u okvirima novog TV-projekta «Тiлашар ENTER», napravljenog po smjernicama Komiteta za jezike Ministarstva kulture republike Kazahstana, napravio je motivacijski kurs učenja kazaškog jezika.
Od siječnja 2012. godine Petrov radi kao TV-voditelj Reality showa Poliglot (rus. Полиглот) na TV-postaji Kultura (rus. Культура). Do veljače 2015. radio je na istoj TV-postaji kao voditelj programa za učenje engleskog, talijanskog, francuskog, španjolskog, njemačkog, hindija/urdua i portugalskog jezika. Svi programi dostupni su online na internet stranici postaje Kultura.
Preveo je na strane jezike ruske "častuške" (kratke humorističke pjesme).
Prema medijskim izvješćima, Dmitrij Petrov je radio između ostalog kao prevoditelj za Mihaila Gorbačova, Borisa Jeljcina, Vladimira Putina.
Oženjen je Indijkom, Anamikom Saksenom, koja je po zanimanju prevoditeljica i imaju troje djece: sinove Demijana i Iliana, i kćer Arinu.

## Vanjske poveznice
- Službena stranica Dmitrija Petrova  Arhivirana inačica izvorne stranice od 7. veljače 2016. (Wayback Machine)
- Языковые курсы, где Дмитрий Петров преподает лично
- Lingvistički centar Dmitrija Petrova
- «Rimski praznici s Dimitrom Petrovim»
- Ведущий шоу «Полиглот» Дмитрий Петров: «Сложности с Гай Германикой? Все мы с ее особенностями как-то уживались»  Arhivirana inačica izvorne stranice od 12. siječnja 2015. (Wayback Machine) Вечерняя Москва, 10 января 2014
- Беседы с полиглотом Петровым — 1 Forbes.kz
- Беседы с полиглотом Петровым — 2 Forbes.kz
- Дмитрий Петров в гостях у «Профилактики» (видео)
- Дмитрий Петров в эфире «Радио Маяк»  Arhivirana inačica izvorne stranice od 25. listopada 2013. (Wayback Machine)
- Дмитрий Петров в эфире радиостанции «Эхо Москвы»
- Дмитрий Петров Вокруг ТВ